# Уортингтон-Кокс, Элеонор
 Элеонор Уортингтон-Кокс (англ. Eleanor Winifred Worthington Cox; род. 21 июня 2001) —  британская актриса из Мерсисайда, наиболее известная своими ролями Матильды Уормвуд в мюзикле «Матильда», за которую она получила премию Лоренса Оливье в номинации «Лучшая актриса» и Джанет Ходжсон в «Приведение Энфилд», за которую удостоилась номинации от Британской академии телевидения. Является самым молодым лауреатом премии Оливье в возрасте 10 лет. Кокс также хорошо известна по роли Полли Ренфрю в телесериале/адаптации произведения (CBBC) Жаклин Уилсон «Хетти Фезер». Исполнительница главной роли в телесериале Sky Atlantic «Британия».

## Карьера
До главной роли в «Матильде» она выступала в хоре Билла Кенрайта, работавшего над постановкой «Иосиф и его удивительный разноцветный плащ снов» в ливерпульском театре «Эмпайр».
В сентябре 2011 года было объявлено, что она станет одной из четырёх девочек, исполняющих главные роли в мюзикле «Матильда», вместе с Клео Дементриу , Керри Инграм и Софией Кили. Её дебют состоялся в октябре того же года, выступления проходили два раза в неделю. Постановка встретила успех и «Матильда» была номинирована в десяти номинациях Премии Лоренса Оливье. Номинации «Лучшая актриса мюзикла» были удостоены Деметриу, Керри, Кили и сама Уортингтон-Кокс. В результате «Матильда» выиграла в семи номинациях из десяти. Юные актрисы выиграли в номинации «Лучшая женская роль в мюзикле», поставив рекорд, как наиболее молодой лауреат премии Оливье.
Продолжала исполнять роль Матильды вплоть до 19 августа 2012 года, поочерёдно разделяя её с Деметриу, Хейли Кенхам, Джейд Марнер и Изобель Моллой. После этого она снялась в роли юной принцессы Авроры в фильме «Малефисента».
В мае 2013 года она сыграла Скаута в постановке романа «Убить пересмешника», разделив свою роль с Люси Хатчинсон и Иззи Ли.
С апреля по август 2015 года играла роль Блаузи Браун в постановке «Багси Мэлоун» в Lyric Theatre. Это был первый спектакль в театре, поставленный после его реконструкции, стоимость которой составила 16,5 млн. £
В октябре того же года сыграла Джесс в оригинальной пьесе Джеймса Рашбрука «Томкэт» в лондонском «Саутварк Плэйхаус».
В 2016 году Элеонор была номинирована Британской академией кино и телевизионных искусств на премию BAFTA TV Award за роль в драме «Призраки Энфилда». Упоминалась в рубрике «Звёзды завтрашнего дня» (англ. Stars of Tomorrow) киножурнала Screen International, освещающего жизнь молодых актёров из Великобритании и Ирландии.
С 2018 года исполняет роль Кейт в телесериале «Британия».

## Личная жизнь
С двух лет обучалась в  Formby School of Performing Arts.

## Фильмография

### Фильм
| Год  | Название     | Роль                     | Примечания | Источники                                 |
| ---- | ------------ | ------------------------ | ---------- | ----------------------------------------- |
| 2014 | Малефисента  | Молодая принцесса Аврора |            | [ 21 ]                                    |
| 2018 | Точка отрыва | Буги                     |            | [ 31 ] [ 32 ] [ 33 ]                      |
| 2019 | Гвен         | Гвен                     |            | [ 35 ] [ 36 ] [ 37 ] [ 38 ] [ 39 ] [ 34 ] |

### Телевидение
| Год     | Название           | Роль           | Примечания                                                                               | Источники            |
| ------- | ------------------ | -------------- | ---------------------------------------------------------------------------------------- | -------------------- |
| 2015    | Огурец             | Молли Уитакер  | 7 эпизодов                                                                               |                      |
| 2015    | Приведение Энфилд  | Джанет Ходжсон | Главная роль Номинирована – British Academy Television Award for Best Supporting Actress | [ 8 ] [ 9 ] [ 10 ]   |
| 2015–16 | Хетти Фезер        | Полли Ренфрю   | 11 эпизодов                                                                              |                      |
| 2018    | Британия           | Кейт           | 19 episodes                                                                              | [ 14 ] [ 15 ] [ 29 ] |
| 2021    | Нерегулярные части | Клара          | 1 эпизод                                                                                 | [ 40 ]               |

### Театр
| Год  | Постановка                                      | Роль                   | Примечания                                                   | Источники               |
| ---- | ----------------------------------------------- | ---------------------- | ------------------------------------------------------------ | ----------------------- |
| 2009 | Иосиф и его удивительный разноцветный плащ снов | Хорус                  | Ливерпуль Эмпайр                                             | [ 16 ]                  |
| 2011 | Матильда                                        | Матильда Уормвуд       | театр «Кэмбридж» 25 октября 2011 — 19 августа 2012           | [ 3 ] [ 4 ] [ 5 ] [ 6 ] |
| 2013 | Убить пересмешника                              | Джин Луиз «Скаут» Финч | Театр под открытым небом «Реджент» 16 мая — 15 июня 2013     | [ 22 ] [ 23 ]           |
| 2015 | Багси Мэлоун                                    | Блоуси Браун           | Лирик Хаммерсмит 11 апреля 2015 — 1 августа 2015             | [ 24 ]                  |
| 2015 | Томкэт                                          | Джесс                  | Игровая площадка «Плэйхаус» 28 октября 2015 — 21 ноября 2015 | [ 26 ]                  |

## Награды и номинации
| Год  | Премия                            | Номинация                                                                                  | Работа            | Результат | Источники     |
| ---- | --------------------------------- | ------------------------------------------------------------------------------------------ | ----------------- | --------- | ------------- |
| 2011 | WhatsOnStage.com Awards           | Лучшая актриса главной роли в мюзикле (вместе с Клео Диметриу, Керри Инграм и Софией Кили) | Матильда          | Номинация | [ 41 ]        |
| 2012 | Премия Лоренса Оливье             | Лучшая женская роль в мюзикле (вместе с Клео Диметриу, Керри Инграм и Софией Кили)         | Матильда          | Победа    | [ 7 ] [ 42 ]  |
| 2016 | British Academy Television Awards | Лучшая актриса второго плана                                                               | Приведение Энфилд | Номинация | [ 11 ] [ 12 ] |